# Reid Highway
Der Reid Highway ist eine Stadtautobahn in den nördlichen Vororten von Perth im Südosten des australischen Bundesstaates Western Australia. Er verbindet die Marmion Avenue in der Küstensiedlung North Beach mit dem Roe Highway und dem Great Northern Highway in Middle Swan. Zusammen mit dem Roe Highway bildet die teilweise vierspurig ausgeführte Straße als Staatsstraße 3 (S3) die äußere Ringstraße um Perth.
Der Highway besitzt viele variable Geschwindigkeitsbeschränkungen, den längsten Teil der Strecke ist die Geschwindigkeit aber auf 90 km/h begrenzt. Ein 8 km langer Abschnitt, von der Erindale Road bis zum Malaga Drive, ist als Freeway (mit höhenfreien Anschlüssen) ausgebaut. Zusammen mit dem Tonkin Highway dient er als wichtige Straßenverbindung zwischen den nördlichen Küstenorten und den Vororten, Industriegebieten und dem Flughafen im Osten von Perth.

## Geschichte
Der Reid Highway wurde Ende der 1960er-Jahre als North Perimeter Highway geplant. Anfang 1986 baute man ein kurzes Stück zwischen der Erindale Road und dem damals gerade neu verlängerten Mitchell Freeway (S2). 1989 wurde dieser Streckenabschnitt zu Ehren des früheren Gouverneurs von Western Australia, Gordon Reid, in 'Reid Highway' umbenannt.
Der zweite Bauabschnitt, zwischen Mirrabooka Avenue und Alexander Drive – ohne Verbindung zum ersten Bauabschnitt –, wurde Anfang der 1990er-Jahre gebaut. Mitte der 1990er-Jahre verlängerte man ihn nach Osten bis zur Beechboro Road, was die Verbindung zum Tonkin Highway (S4), und damit zwischen den nördlichen Vororten und dem Flughafen, darstellte. 1997 verband ein dritter Bauabschnitt von der Erindale Road zur Mirrabooka Avenue die beiden ersten Bauabschnitte. Weitere Bauarbeiten führten den Reid Highway weiter nach Osten zur West Swan Road und damit zur bereits existierenden Middle Swan Road und damit zum Roe Highway (S3).
2001 wurde der Reid Highway vom Mitchell Freeway aus nach Westen bis zur Marmion Avenue (S71) als vierspurige Straße mit Mittelstreifen verlängert. Dieser Streckenabschnitt wurde sehr kontrovers diskutiert, weil er durch das Feuchtgebiet bei Carine und das Gebiet rund um den Lake Carine führt, der als wichtiger Lebensraum für Schildkröten gilt. Umweltschutzeinwände verursachten Verzögerungen beim Bau und eine leicht geänderte Streckenführung.
Es gab auch Einwände gegen die Qualität und die Aufnahmefähigkeit des Highways. Der Reid Highway besitzt in Westminster (zwischen der Wanneroo Road und der Mirrabooka Avenue) keine Straßenbeleuchtung, was sowohl lichtscheues Gesindel anzog als auch für eine Reihe von Unfällen sorgte. Über den Streckenabschnitt von der Beechboro Road zur West Swan Road wurde gleichartige Beschwerden laut und das Gebiet östlich des Mitchell Freeway neigt zu Verkehrsstaus, weil der Reid Highway hier nur als zweispurige Straße ausgebaut ist.
Ein vierspuriger Streckenabschnitt von der ‘’West Swan Road’’ zum Great Northern Highway (N95) und Roe Highway (S3) wurde am 26. Februar 2010 eröffnet und vervollständigte die Staatsstraße 3 als Ringstraße um Perth. Die Verlängerung läuft parallel zur Middle Swan Road, die zur normalen Ortsverbindungsstraße zurückgebaut wurde. Diese Straße besitzt einen sehr geringen Standard und gilt als Unfallschwerpunkt.
2011 wurden die Ampelkreuzungen am Alexander Drive und an der Mirrabooka Avenue höhenfrei ausgebaut und erhielten Brücken für den Highway. Zusammen mit dem ebenfalls höhenfreien Anschluss der Wanneroo Road entstand so ein 8 km langes Straßenstück mit Freeway-Standard, das die Industriegebiete Balcatta und Malaga verbindet.

## Weiterer Ausbau
Der Royal Automobile Club of Western Australia (RACWA) forderte die Fortsetzung der Verbesserungsarbeiten am Reid Highway. Die Anbindung des Malaga Drive soll höhenfrei gestaltet und der Reid Highway selbst durchgehend vierspurig ausgebaut werden. Allerdings muss die Staatsregierung den weiteren Ausbau erst noch genehmigen.

## Kreuzungen und Ausfahrten
Reid Highway führt von der Marmion Avenue in  North Beach zum  Great Northern Highway in  Middle Swan, wo er in den Roe Highway übergeht. Westlich der Marmion Avenue setzt die North Beach Road (West) den Highway fort.
Die meisten Anbindungen an den Highway sind Ampelkreuzungen. Ausgenommen davon sind die der Wanneroo Road, der Mirrabooka Avenue und des Alexander Drive, die höhenfrei angebunden sind, sowie die North Beach Road, die Everingham Road, die Duffy Road, die Lord Street und die Middle Swan Road, die einfache Einmündungen ohne Ampelregelung darstellen.
| Reid Highway                                          |                                  |                                  |                                                       |
| Ausfahrten Richtung Osten                             | Entfernung nach Middle Swan (km) | Entfernung nach North Beach (km) | Ausfahrten Richtung Westen                            |
| Beginn Reid Highway von der North Beach Road (West)   | 23,2                             | -                                | Ende Reid Highway weiter als North Beach Road (West)  |
| Carine, North Beach Marmion Avenue                    | 23,2                             | -                                |                                                       |
| Carine, North Beach Marmion Avenue                    | 23,2                             | -                                | Carine, North Beach Marmion Avenue                    |
| Carine, Karrinyup North Beach Road                    | 22,9                             | 0,3                              | Carine, Karrinyup North Beach Road                    |
| Carine Everingham Street                              | 22,4                             | 0,8                              | Carine Everingham Street                              |
| Carine Okely Road                                     | 21,9                             | 1,3                              | Carine Okely Road                                     |
| Carine Duffy Road                                     | 21,2                             | 2,0                              | Gwelup Duffy Road South                               |
| Gwelup Duffy Road South                               | 21,0                             | 2,2                              | Carine Duffy Road                                     |
| Joondalup Mitchell Freeway (Nord)                     | 20,4                             | 2,8                              | Joondalup Mitchell Freeway (Nord)                     |
| Perth, Balcatta Mitchell Freeway (Süd) /Balcatta Road | 20,0                             | 3,2                              | Balcatta, Perth Balcatta Road /Mitchell Freeway (Süd) |
| Hamersley, Balcatta Erindale Road                     | 19,0                             | 4,2                              | Balcatta, Hamersley Erindale Road                     |
| Wanneroo, North Perth Wanneroo Road                   | 17,7                             | 5,5                              | North Perth, Wanneroo Wanneroo Road                   |
| Balga, Westminster Mirrabooka Avenue                  | 15,0                             | 8,2                              | Westminster, Balga Mirrabooka Avenue                  |
| Mirrabooka, Dianella Alexander Drive                  | 12,8                             | 10,4                             | Dianella, Mirrabooka Alexander Drive                  |
| Malaga, Noranda Malaga Drive                          | 12,1                             | 11,1                             | Noranda, Malaga Malaga Drive                          |
| Flughafen Perth, Gosnells Tonkin Highway              | 10,2                             | 13,0                             | Flughafen Perth, Gosnells Tonkin Highway              |
| Bennett Springs, Beechboro Beechboro Road             | 9,3                              | 13,9                             | Beechboro, Bennett Springs Beechboro Road             |
| Dayton, Caversham Altone Road                         | 7,3                              | 15,9                             | Caversham, Dayton Altone Road                         |
| West Swan, Caversham Lord Street                      | 4,4                              | 18,8                             | Caversham, West Swan Lord Street                      |
| West Swan, Caversham West Swan Road                   | 2,6                              | 20,6                             | Caversham, West Swan West Swan Road                   |
| SWAN RIVER                                            | 0,5                              | 22,7                             | SWAN RIVER                                            |
| Middle Swan, Stratton Great Northern Highway          | -                                | 23,2                             | Stratton, Middle Swan Great Northern Highway          |
| Ende Reid Highway weiter als Roe Highway              | -                                | 23,2                             | Beginn Reid Highway vom Roe Highway                   |